# 恩宠圣母圣殿 (贝内文托)
41°8′5.24″N 14°46′4.69″E / 41.1347889°N 14.7679694°E

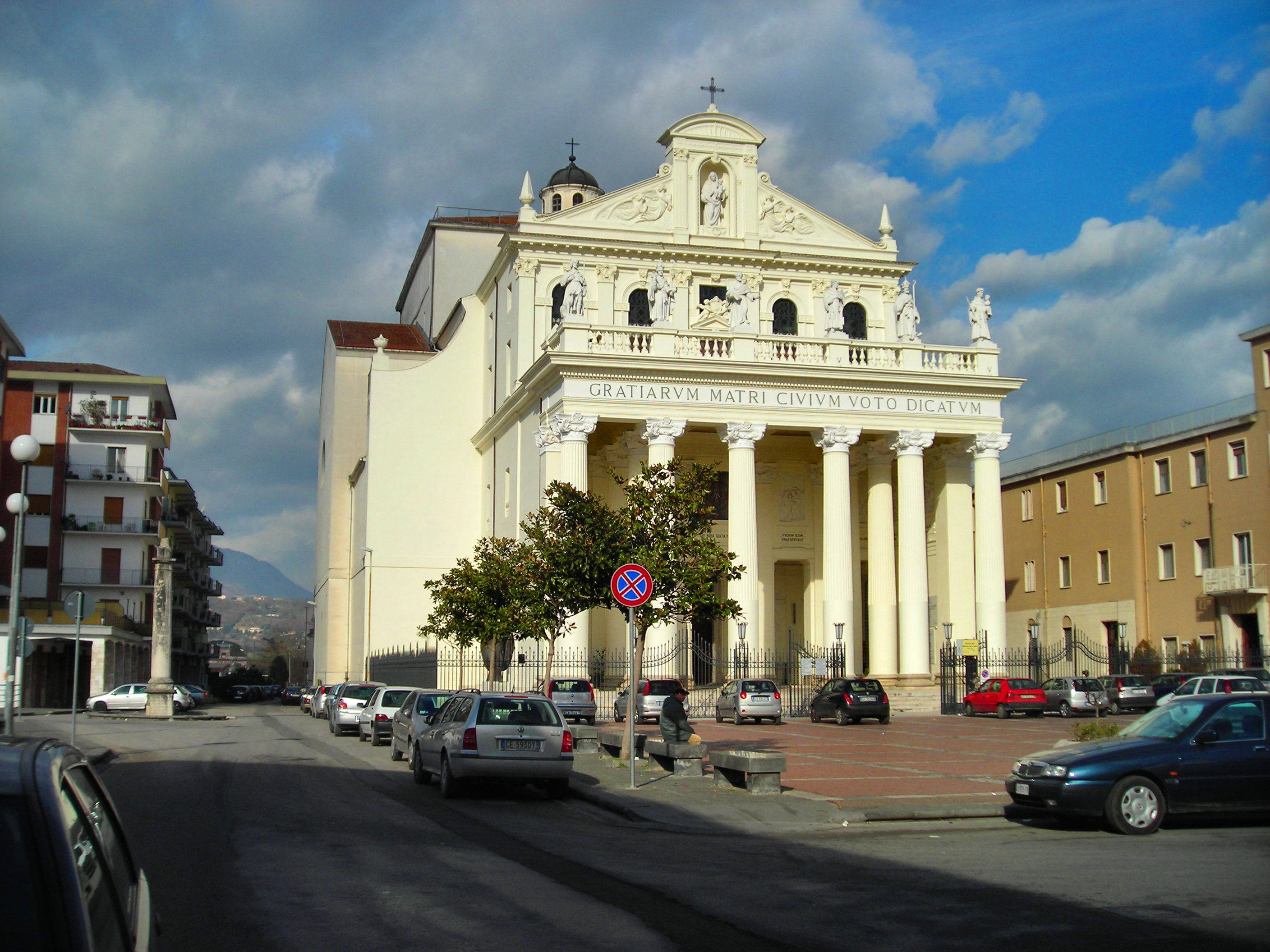
立面

恩宠圣母圣殿（意大利文：Basilica di Maria Santissima delle Grazie）是一座罗马天主教宗座圣殿，位于意大利坎帕尼亚大区城市贝内文托，建于19世纪，属于方济各会修道院，第二次世界大战后重建。
恩宠圣母是该市的主保，在7月2日庆祝。
1957年，该堂升格为宗座圣殿。